# Bilchhar Dobani
Der Bilchhar Dobani (Schreibung auch als Bilchar Dobani; kurz Dobani) ist ein Berg im westlichen Karakorum im pakistanischen Sonderterritorium Gilgit-Baltistan.

## Lage
Der Bilchhar Dobani befindet sich im Südwesten der Rakaposhi-Haramosh-Berge, etwa 18 km südlich des Diran. Der Berg besitzt eine Höhe von 6143 m (nach anderen Quellen 6134 m) und erhebt sich 29 km östlich der Stadt Gilgit. Der Gutumigletscher hat sein Nährgebiet an der Nordseite des Bilchhar Dobani. Das Bagrot-Tal verläuft entlang der Westflanke des Bilchhar Dobani.

## Besteigungsgeschichte
Der Bilchhar Dobani wurde am 9. Juni 1979 von den beiden Japanern Isao Ikeuchi und Masaru Hashimoto über die Westwand und den Nordgrat erstbestiegen.